# Olympische Sommerspiele 1968/Fechten
Bei den XIX. Olympischen Sommerspielen 1968 in Mexiko-Stadt fanden acht Wettbewerbe im Fechten statt. Austragungsort war die Fernando-Montes-de-Oca-Fechthalle.

## Bilanz

### Medaillenspiegel
| Platz | Land        | Gold | Silber | Bronze | Gesamt |
| ----- | ----------- | ---- | ------ | ------ | ------ |
| 1     | Sowjetunion | 3    | 4      | –      | 7      |
| 2     | Ungarn      | 2    | 2      | 3      | 7      |
| 3     | Polen       | 1    | –      | 2      | 3      |
| 4     | Frankreich  | 1    | –      | 1      | 2      |
| 4     | Rumänien    | 1    | –      | 1      | 2      |
| 6     | Italien     | –    | 1      | 1      | 2      |
| 7     | Mexiko      | –    | 1      | –      | 1      |

### Medaillengewinner
| Konkurrenz         | Gold                                                                                | Silber                                                                                     | Bronze                                                                                      |
| ------------------ | ----------------------------------------------------------------------------------- | ------------------------------------------------------------------------------------------ | ------------------------------------------------------------------------------------------- |
| Degen Einzel       | Győző Kulcsár                                                                       | Hryhorij Kriss                                                                             | Gianluigi Saccaro                                                                           |
| Degen Mannschaft   | Csaba Fenyvesi, Győző Kulcsár, Pál Nagy, Zoltán Nemere, Pál Schmitt                 | Hryhorij Kriss, Wiktor Modsolewski, Alexei Nikantschikow, Juri Smoljakow, Jossyp Witebskyj | Bohdan Andrzejewski, Kazimierz Barburski, Michał Butkiewicz, Bohdan Gonsior, Henryk Nielaba |
| Florett Einzel     | Ion Drîmbă                                                                          | Jenő Kamuti                                                                                | Daniel Revenu                                                                               |
| Florett Mannschaft | Gilles Berolatti, Jacques Dimont, Jean-Claude Magnan, Christian Noël, Daniel Revenu | Wiktor Putjatin, Juri Scharow, German Sweschnikow, Juri Sissikin, Wassyl Stankowytsch      | Egon Franke, Adam Lisewski, Ryszard Parulski, Zbigniew Skrudlik, Witold Woyda               |
| Säbel Einzel       | Jerzy Pawłowski                                                                     | Mark Rakita                                                                                | Tibor Pézsa                                                                                 |
| Säbel Mannschaft   | Umjar Mawlichanow, Wladimir Naslymow, Mark Rakita, Wiktor Sidjak, Eduard Winokurow  | Wladimiro Calarese, Pierluigi Chicca, Michele Maffei, Rolando Rigoli, Cesare Salvadori     | Péter Bakonyi, János Kalmár, Tamás Kovács, Miklós Meszéna, Tibor Pézsa                      |

| Konkurrenz         | Gold                                                                                       | Silber                                                                 | Bronze                                                                       |
| ------------------ | ------------------------------------------------------------------------------------------ | ---------------------------------------------------------------------- | ---------------------------------------------------------------------------- |
| Florett Einzel     | Jelena Nowikowa                                                                            | Pilar Roldán                                                           | Ildikó Rejtő                                                                 |
| Florett Mannschaft | Galina Gorochowa, Jelena Nowikowa, Tatjana Petrenko, Alexandra Sabelina, Svetlana Tširkova | Ildikó Bóbis, Lídia Dömölky, Mária Gulácsy, Paula Marosi, Ildikó Rejtő | Ana Derșidan, Ileana Gyulai, Ecaterina Iencic, Olga Szabó-Orbán, Maria Vicol |

## Ergebnisse Männer

### Degen Einzel
| Platz | Land | Sportler             |
| ----- | ---- | -------------------- |
| 1     | HUN  | Győző Kulcsár        |
| 2     | URS  | Hryhorij Kriss       |
| 3     | ITA  | Gianluigi Saccaro    |
| 4     | URS  | Wiktor Modsolewski   |
| 5     | AUT  | Herbert Polzhuber    |
| 6     | FRA  | Jean-Pierre Allemand |
| 7     | SUI  | Peter Lötscher       |
| 7     | POL  | Henryk Nielaba       |

Datum: 21. bis 22. Oktober 1968 

72 Teilnehmer aus 28 Ländern

### Degen Mannschaft
| Platz | Land | Sportler                                                                                               |
| ----- | ---- | --- |
| 1     | HUN  | Csaba Fenyvesi, Győző Kulcsár, Pál Nagy, Zoltán Nemere, Pál Schmitt                                    |
| 2     | URS  | Hryhorij Kriss, Wiktor Modsolewski, Alexei Nikantschikow, Juri Smoljakow, Jossyp Witebskyj             |
| 3     | POL  | Bohdan Andrzejewski, Kazimierz Barburski, Michał Butkiewicz, Bohdan Gonsior, Henryk Nielaba            |
| 4     | FRG  | Max Geuter, Paul Gnaier, Dieter Jung, Franz Rompza, Fritz Zimmermann                                   |
| 5     | GDR  | Klaus Dumke, Harry Fiedler, Hans-Peter Schulze, Bernd Uhlig                                            |
| 6     | ITA  | Antonio Albanese, Giovanni Battista Breda, Claudio Francesconi, Gianfranco Paolucci, Gianluigi Saccaro |
| 7     | FRA  | Jean-Pierre Allemand, Yves Boissier, Claude Bourquard, François Jeanne, Jacques Ladègaillerie          |
| 7     | GBR  | Teddy Bourne, Nick Halsted, Bill Hoskyns, Peter Jacobs, Ralph Johnson                                  |

Datum: 24. bis 25. Oktober 

91 Teilnehmer aus 20 Ländern

### Florett Einzel
| Platz | Land | Sportler           |
| ----- | ---- | ------------------ |
| 1     | ROM  | Ion Drîmbă         |
| 2     | HUN  | Jenő Kamuti        |
| 3     | FRA  | Daniel Revenu      |
| 4     | FRA  | Christian Noël     |
| 5     | FRA  | Jean-Claude Magnan |
| 6     | ROM  | Mihai Țiu          |
| 7     | ROM  | Tănase Mureșanu    |
| 7     | URS  | German Sweschnikow |

Datum: 15. bis 16. Oktober 1968 

64 Teilnehmer aus 25 Ländern

### Florett Mannschaft
| Platz | Land | Sportler                                                                                     |
| ----- | ---- | -------------------------------------------------------------------------------------------- |
| 1     | FRA  | Gilles Berolatti, Jacques Dimont, Jean-Claude Magnan, Christian Noël, Daniel Revenu          |
| 2     | URS  | Wiktor Putjatin, Juri Scharow, German Sweschnikow, Juri Sissikin, Wassyl Stankowytsch        |
| 3     | POL  | Egon Franke, Adam Lisewski, Ryszard Parulski, Zbigniew Skrudlik, Witold Woyda                |
| 4     | ROM  | Ion Drîmbă, Iuliu Falb, Ștefan Haukler, Tănase Mureșanu, Mihai Țiu                           |
| 5     | HUN  | Gábor Füredi, Jenő Kamuti, László Kamuti, Attila May, Sándor Szabó                           |
| 6     | FRG  | Jürgen Brecht, Tim Gerresheim, Jürgen Theuerkauff, Dieter Wellmann, Friedrich Wessel         |
| 7     | ITA  | Alfredo Del Francia, Nicola Granieri, Pasquale La Ragione, Michele Maffei, Arcangelo Pinelli |
| 7     | JPN  | Masaya Fukuda, Kazuo Mano, Heizaburō Ōkawa, Fujio Shimizu, Kazuhiko Wakasugi                 |

Datum: 18. bis 19. Oktober 1968 

79 Teilnehmer aus 17 Ländern

### Säbel Einzel
| Platz | Land | Sportler          |
| ----- | ---- | ----------------- |
| 1     | POL  | Jerzy Pawłowski   |
| 2     | URS  | Mark Rakita       |
| 3     | HUN  | Tibor Pézsa       |
| 4     | URS  | Wladimir Naslymow |
| 5     | ITA  | Rolando Rigoli    |
| 6     | POL  | Józef Nowara      |
| 7     | URS  | Umjar Mawlichanow |
| 7     | FRA  | Serge Panizza     |

Datum: 16. bis 17. Oktober 1968 

40 Teilnehmer aus 16 Ländern

### Säbel Mannschaft
| Platz | Land | Sportler                                                                               |
| ----- | ---- | -------------------------------------------------------------------------------------- |
| 1     | URS  | Umjar Mawlichanow, Wladimir Naslymow, Mark Rakita, Wiktor Sidjak, Eduard Winokurow     |
| 2     | ITA  | Wladimiro Calarese, Pierluigi Chicca, Michele Maffei, Rolando Rigoli, Cesare Salvadori |
| 3     | HUN  | Péter Bakonyi, János Kalmár, Tamás Kovács, Miklós Meszéna, Tibor Pézsa                 |
| 4     | FRA  | Claude Arabo, Serge Panizza, Marcel Parent, Jean-Ernest Ramez, Bernard Vallée          |
| 5     | POL  | Zygmunt Kawecki, Józef Nowara, Emil Ochyra, Jerzy Pawłowski, Franciszek Sobczak        |
| 6     | USA  | Thomas Balla, Robert Blum, Anthony Keane, Alfonso Morales, Alex Orban                  |
| 7     | FRG  | Klaus Allisat, Percy Borucki, Volker Duschner, Walter Köstner, Paul Wischeidt          |
| 7     | GBR  | David Acfield, Rodney Craig, Sandy Leckie, Richard Oldcorn                             |

Datum: 20. bis 21. Oktober 1968 

56 Teilnehmer aus 12 Ländern

## Ergebnisse Frauen

### Florett Einzel
| Platz | Land | Sportlerin             |
| ----- | ---- | ---------------------- |
| 1     | URS  | Jelena Nowikowa        |
| 2     | MEX  | Pilar Roldán           |
| 3     | HUN  | Ildikó Rejtő           |
| 4     | FRA  | Brigitte Gapais-Dumont |
| 5     | SWE  | Kerstin Palm           |
| 6     | URS  | Galina Gorochowa       |
| 7     | ITA  | Giovanna Masciotta     |
| 7     | FRG  | Heidi Schmid           |

Datum: 19. bis 20. Oktober 1968 

38 Teilnehmerinnen aus 16 Ländern

### Florett Mannschaft
| Platz | Land | Sportlerinnen                                                                                                 |
| ----- | ---- | --- |
| 1     | URS  | Galina Gorochowa, Jelena Nowikowa, Tatjana Petrenko, Alexandra Sabelina, Svetlana Tširkova                    |
| 2     | HUN  | Ildikó Bóbis, Lídia Dömölky, Mária Gulácsy, Paula Marosi, Ildikó Rejtő                                        |
| 3     | ROM  | Ana Derșidan, Ileana Gyulai, Ecaterina Iencic, Olga Szabó-Orbán, Maria Vicol                                  |
| 4     | FRA  | Marie-Chantal Demaille, Brigitte Gapais-Dumont, Claudette Herbster, Annick Level, Catherine Rousselet-Ceretti |
| 5     | FRG  | Helga Koch, Helga Mees, Monika Pulch, Heidi Schmid, Gudrun Theuerkauff                                        |
| 6     | ITA  | Bruna Colombetti, Giulia Lorenzoni, Giovanna Masciotta, Antonella Ragno, Silvana Sconciafurno                 |
| 7     | GBR  | Judith Bain, Janet Bewley, Eva Davies, Julia Davis, Susan Green                                               |
| 7     | MEX  | Sonia Arredondo, Linda Béjar, Rosa del Moral, Lourdes Roldán, Pilar Roldán                                    |
| 7     | POL  | Halina Balon, Elżbieta Franke, Wanda Fukała, Elżbieta Pawlas, Kamilla Składanowska                            |
| 7     | USA  | Harriet King, Maxine Mitchell, Sally Pechinsky, Janice Romary, Veronica Smith                                 |

Datum: 23. bis 24. Oktober 1968 

52 Teilnehmerinnen aus 10 Ländern